# Pryslip (okres Chust)
Pryslip, česky také Prislop, ukrajinsky Присліп, maďarsky Pereszlő, je obec v Mižhirské vesnické komunitě, v okresu Chust, v Zakarpatské oblasti Ukrajiny. V roce 2025 zde žilo 851 obyvatel; v celé obci žilo 1243 obvatel.

## Části obce
- Zavyjka
- Titkivci

## Historie
Obec je poprvé zmíněna v roce 1392. Následně byla doložena v 17. století. Obyvatelstvo obce tvořili ukrajinští rolníci a 29 rodin židovského původu. Podle etnického původu se rolníci nazývali Bojkové nebo Rusíni. Měli specifickou řeč – směs ukrajinských dialektů. Rolníci se zabývali zemědělstvím a Židé obchodem.
Do uzavření Trianonské smlouvy byla obec součástí Uherska, poté byla, pod názvem Prislop, součástí první československé republiky. Od roku 1945 byla součástí Ukrajinské sovětské socialistické republiky, která byla součástí SSSR. Od roku 1991 je součástí nezávislé Ukrajiny.

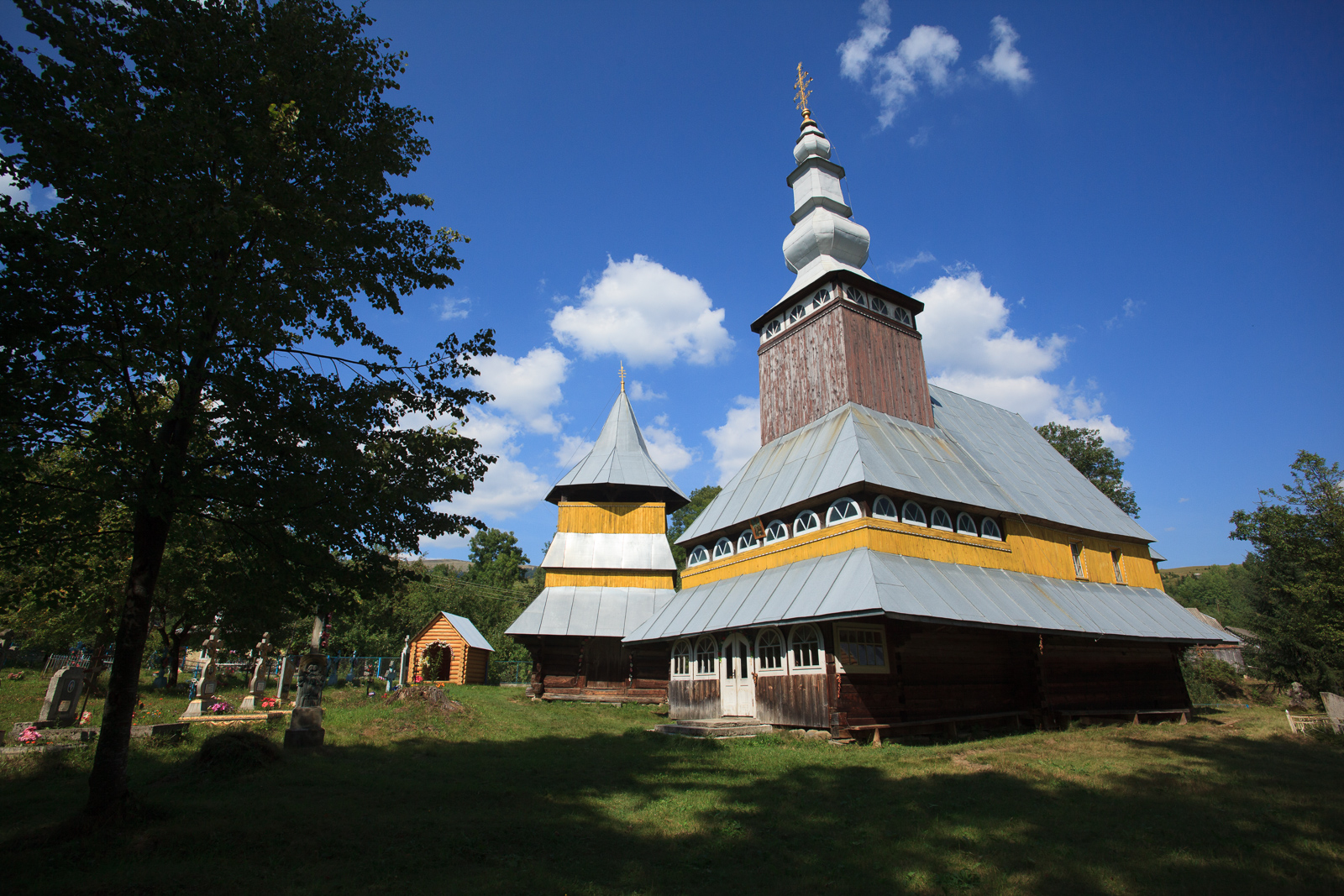
Chrám sv. Mikuláše

## Pamětihodnosti
- Cerkev sv. Mikuláše a zvonice, z 18. století, ukrajinská národní kulturní památka.[3]